# Basile Georges Casmoussa
Basile Georges Casmoussa (ur. 25 października 1938 w Al-Hamdanijja) – iracki duchowny syryjskokatolicki, od 2017 wizytator apostolski Australii i Europy Zachodniej. W latach 1999–2010 arcybiskup Mosulu, 2011 - 2014 biskup kurialny Antiochii.